# Baekseoksan
Baekseoksan (koreanska: 백석산) är ett berg i Sydkorea.   Det ligger i provinsen Gangwon, i den norra delen av landet, 110 km nordost om huvudstaden Seoul. Toppen på Baekseoksan är 1 141 meter över havet, eller 158 meter över den omgivande terrängen. Bredden vid basen är 3,1 km.
Terrängen runt Baekseoksan är huvudsakligen kuperad. Runt Baekseoksan är det ganska glesbefolkat, med 32 invånare per kvadratkilometer. Närmaste större samhälle är Yanggu-eup, 19,4 km söder om Baekseoksan. I omgivningarna runt Baekseoksan växer i huvudsak lövfällande lövskog.